# لی مریدین
لی مریدین (انگلیسی: Le Méridien) شرکت مهمان‌نوازی آمریکایی است، که در سال ۱۹۷۲ تأسیس شد.